# Peromyscopsylla bidentata
Peromyscopsylla bidentata är en loppart som först beskrevs av Friedrich Anton Kolenati 1863.  Peromyscopsylla bidentata ingår i släktet Peromyscopsylla och familjen smågnagarloppor.

## Underarter
Arten delas in i följande underarter:
- P. b. bidentata
- P. b. gervasii
- P. b. risea